# 圖爾梅羅

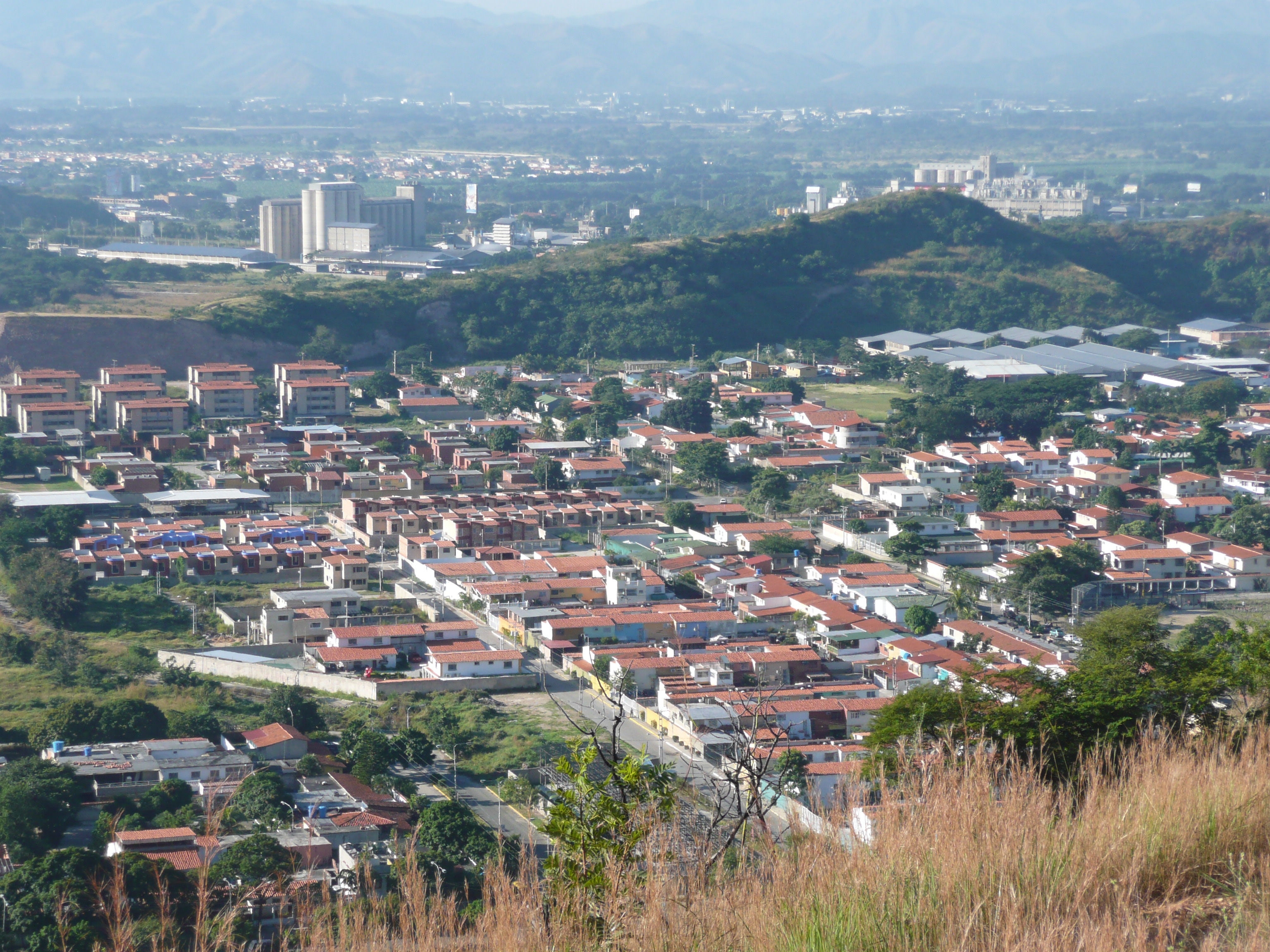

圖爾梅羅是委內瑞拉的城市，由阿拉瓜州負責管轄，位於該國北部，距離首都卡拉卡斯100公里，始建於1620年11月27日，面積36平方公里，海拔高度446米，2001年人口51,235。